# 太叔姓
太叔姓是漢字复姓之一，在《百家姓》中排第427位，在现代是极罕见的姓氏。

## 起源
太叔姓是以兄弟排行为姓氏。先秦时嫡子中排行第三为称为“大叔”，因为古代“大”“太”两字相通，所以又称“太叔”。如春秋时卫文公第三子名仪，故又称作太叔仪。而郑庄公之弟段，因于京（指一个地名，并非指都城），所以也称“京城太叔”。

## 郡望
- 东平郡：南朝宋时改东平国为郡。今山东东平和泰安一带。

## 延伸阅读
[在维基数据编辑]
 《百家姓》
 《欽定古今圖書集成·明倫彙編·氏族典·太叔姓部》，出自陈梦雷《古今圖書集成》